# Ronnie Whelan
Ronnie Whelan, celým jménem Ronald Andrew Whelan (* 25. září 1961, Dublin) je bývalý irský fotbalista. Hrál v záloze nebo v obraně, patnáct let působil v týmu Liverpool FC.
Pochází z fotbalové rodiny; jeho otec Ronnie Whelan Sr. byl fotbalistou St Patrick's Athletic FC a nastoupil také za irskou reprezentaci.
Začínal v dublinském Home Farm FC, zájem o něj měl Manchester United FC, kde se však neprosadil do prvního týmu. V roce 1979 uzavřel smlouvu s Liverpoolem. Zažil s ním úspěšnou éru, kdy klub získal mistrovský titul v letech 1982, 1983, 1984, 1986, 1988 a 1990, vyhrál FA Cup 1986 a 1989, EFL Cup 1982, 1983 a 1984 a Pohár mistrů evropských zemí 1983/84. V sezóně 1988/89 byl kapitánem mužstva. V roce 2006 ho liverpoolští fanoušci ve svém hlasování zařadili mezi sto nejpřínosnějších hráčů v historii klubu.
Reprezentoval Irsko na mládežnické úrovni, v seniorském týmu debutoval v roce 1981 proti Československu. Odehrál 53 mezistátních zápasů a vstřelil v nich tři branky. Startoval na mistrovství Evropy ve fotbale 1988, kde byl proti Sovětskému svazu autorem pozoruhodné branky, když umístil z voleje do sítě dlouhý aut Micka McCarthyho. Zúčastnil se také mistrovství světa ve fotbale 1990, kde Irové postoupili při svém debutu na šampionátu do čtvrtfinále, a mistrovství světa ve fotbale 1994, kde byli osmifinalisty.
Po ukončení hráčské kariéry byl trenérem v klubech Southend United FC, Panionios GSS, Olympiakos Nicosia a Apollon Limassol. Působí také jako fotbalový expert pro Raidió Teilifís Éireann.